# Wysoki Grąd
Wysoki Grąd [pronunciación en polaco: /vɨˈsɔki ˈɡrɔnt/] (en alemán: Lindengrund) es un pueblo ubicado en el distrito administrativo de Gmina Rozogi, dentro del Condado de Szczytno, Voivodato de Varmia y Masuria, en Polonia del norte.
Se encuentra aproximadamente a 13 kilómetros al sur de Rozogi, a 26 kilómetros al este de Szczytno, y a 64 kilómetros al sureste de la capital regional Olsztyn.